# World Badminton Grand Prix 1983/Damendoppel
Diese Liste enthält alle Finalisten im Damendoppel bei den World-Badminton-Grand-Prix-Turnieren 1983.

## Austragungsorte
| Turnier           | Ort                  | IBF-Wertungskategorie | Sieger                         | Finalist                           | Ergebnis           |
| ----------------- | -------------------- | --------------------- | ------------------------------ | ---------------------------------- | ------------------ |
| Swedish Open      | Malmö                | Kategorie 3           | Nora Perry Jane Webster        | Shigemi Kawamura Sumiko Kitada     | 15:10, 15:8        |
| All England       | London               | Kategorie 1           | Wu Jianqiu Xu Rong             | Lin Ying Wu Dixi                   | 15:9, 15:11        |
| Weltmeisterschaft | Kopenhagen, Dänemark | Kategorie 1           | Lin Ying Wu Dixi               | Nora Perry Jane Webster            | 15:4, 15:12        |
| Malaysia Open     | Kuala Lumpur         | Kategorie 4           | Kim Yun-ja Yoo Sang-hee        | Nora Perry Jane Webster            | 11:15, 15:4, 15:7  |
| Indonesia Open    | Jakarta              | Kategorie 2           | Ruth Damayanti Maria Fransisca | Wu Jianqiu Xu Rong                 | 11:15, 15:11, 15:3 |
| Scandinavian Cup  | Lyngby, Dänemark     | Kategorie 4           | Yoshiko Yonekura Atsuko Tokuda | Chen Ruizhen Zheng Jian            | 15:12, 15:8        |
| Canadian Open     | Ottawa               | Kategorie 4           | Karen Beckman Sally Podger     | Claire Backhouse Johanne Falardeau | 18:14, 10:15, 15:4 |
| Grand Prix Finale | Jakarta              | –                     | nicht ausgetragen              | nicht ausgetragen                  | nicht ausgetragen  |